# Юбілейний (Котельницький район)
Юбіле́йний (рос. Юбилейный) — селище у складі Котельницького району Кіровської області, Росія. Адміністративний центр Юбілейного сільського поселення.
Населення становить 1101 особа (2010, 1161 у 2002).
Національний склад станом на 2002 рік — росіяни 96 %.